# Nad Spiro
Nad Spiro, seudónimo de Rosa Arruti, (San Sebastián) es una compositora y creadora de música experimental española, pionera en la música electrónica. Su debut tuvo lugar en junio del año 2000 (Sala Abaixadors) y en ese mismo mes presentó en el festival Sónar su primer disco Nad Spiro vs. Enemigos de Hélix (Geometrik Records). En la actualidad está celebrando 20 años de carrera con diversos proyectos de colaboración en directo, estudio, exposición o radio.

## Trayectoria
Referente obligado a la hora de hablar de la experimentación sonora nacional, tras su primera etapa en diferentes grupos underground barceloneses, ha consolidado su trayectoria como compositora y creadora de música contemporánea, explorando terrenos en la periferia de la electrónica e investigando los sonidos de la guitarra. Investigadora sónica de amplio espectro musical, ha presentado su trabajo internacionalmente, colaborado con numerosos músicos y artistas internacionales como My Cat is an Alien, Kim Cascone, The Asterism o MK Ibáñez.
Como Nad Spiro, estrenó su álbum Nad Spiro vs. Enemigos de Helix, producido por Victor Sol desde Nueva York (Estados Unidos), en el Sónar 2000 y, en octubre de 2002, presentó en Experimentaclub Nad Spiro's Fightclubbing. También en 2002, participó en un proyecto del audiocreador estadounidense Kim Cascone (fundador de Silent Records, sound-designer de David Lynch) para el sello DEADTECH de Chicago y contribuyó con un tema al recopilatorio de aniversario del sello británico TECHNOH de Brian Lavelle.
Tinta Invisible fue presentado en su primera gira sudamericana en el Museo Argentino de Ciencias Naturales en Buenos Aires dentro del festival Fuga Jurásica. Posteriormente, ha seguido innovando en salas europeas, incluidos soundtracks en directo (Jim Jennings, Xcentric CCCB, 2010), y editando discos: Atomic Spy (2012), cuya portada es un fotomontaje del pintor Josep Renau (1907-1982), fue estrenado en el festival Arte-Oído organizado en el CaixaForum Madrid. Todos estos trabajos han sido publicados por Geometrik, sello de referencia de la experimentación electrónica en España.
Además de su presencia habitual en el circuito internacional de músicas innovadoras, ha estado activa en Irlanda como artista residente en el área del puerto de Cork, presentando en directo sus composiciones en el festival Sounds from a Safe Harbour (septiembre de 2015) organizado por la Ópera de Cork. Fue colaboradora del departamento educativo de la Fundación Joan Miró (Barcelona) en el curso 2005-2006 con su taller "Camuflaje Sonoro". En 2016, el festival Radiophrenia de radio arte seleccionó varias de sus piezas para ser transmitidas desde su sede en Glasgow, participando también en la emisora efímera Dark Outside FM.
En 2017, publicó en Irlanda el álbum Sirius Signals (Farpoint Recordings), elogiado por la crítica, resultado de su residencia artística en el puerto de Cork: una ficción sonora en torno a las transmisiones portuarias en este puerto histórico. Y en 2020, se editó Pedreres, coedición en vinilo a cargo de Geometrik y Munster Records, un recorrido espectral por las desaparecidas canteras de Montjuïc en Barcelona, trabajo de inspiración psicogeográfica en el que se vale únicamente de guitarra y pedales de efecto. Este último trabajo, publicado en plena pandemia de COVID-19 (abril de 2020) no pudo presentarse en directo, pero sí en formato radiofónico (The Neon Hospice Radio) con texto a cargo de MK Ibáñez. También en 2020, incluyó un tema en el recopilatorio Isolation & Rejection vol.3 del sello de Manchester Front&Follow, participó con una pieza en la exposición Audiosfera del Museo Nacional Centro de Arte Reina Sofía e inicia una colaboración con la radio Neon Hospice.

## Colaboraciones
Tras los inicios de su carrera artística en el underground barcelonés en grupos como Psicópatas del Norte o Tendre Tembles, participó en proyectos editoriales de la contracultura de esta ciudad ("Los Falsos Pseudoides"). Fue miembro creadora de MohoChemie, proyecto musical que editó numerosas cintas en la década de los noventa (Sikovaris Rec) e incluyó temas en recopilatorios como Self, Alter Musiques Natives y Gràcia Territori Sonor. Ha trabajado también como Nido GAZ y ha grabado con Lars Müller y Krishna Goineau (ex-Liaisons Dangereuses). A finales de siglo aplica sus esfuerzos a dos dúos: Setonil (túnel-musik) dedicado a exprimir las posibilidades escénicas y acústicas de la guitarra (+/- Destinos), y SpecOp con Alain Wergifosse: extorsión sonora en tiempo real. Su conspirador más habitual ha sido el escritor y hombre de radio, MK Ibáñez, con quien formó el dúo pOp EyE SPy.
Tras varias estancias en Berlín, inició desde allí nuevas colaboraciones:  musicales (Marcin Dymiter aka Emiter del tándem polaco MAPA; en el ámbito visual (Sofia Jack "La cebra blanca", 2000; "Casa B-300", 2009) y en vídeo ("Looking", M Thereza Alves, Werkleitz Bienale 2002). También ha trabajado con otros creadores en el campo documental y el teatro (Gos Geometric, Teatre Kaddish) e instalaciones como la exposición de LL Duran (Joyas No Joyas, Periferias 2001).

## Grabaciones como Nad Spiro
- 2000 - Nad Spiro vs. Enemigos de Helix. Geometrik.
- 2002 - Nad Spiro's Fightclubbing. Geometrik.
- 2007 - Tina Invisible. Geometrik
- 2012 - Atomic Spy. Geometrik.
- 2014 - Extensions of You. GasaG.
- 2015 - Orgasm fórmula.[9] (sencillo digital)
- 2017 - Sirius Signals. Farpoint Recordings.
- 2020 - Pedreres. Geometrik-Munster Records.